# Maripa violacea
Maripa violacea är en vindeväxtart som först beskrevs av Jean Baptiste Christophe Fusée Aublet, och fick sitt nu gällande namn av Ooststr., Joseph Lanjouw och Uittien. Maripa violacea ingår i släktet Maripa och familjen vindeväxter. Inga underarter finns listade i Catalogue of Life.